# Tikal
 For alternative betydninger, se Tikal (spil).
Tikal er en af de største maya-lokaliteter. Placeret i det nordlige Guatemala, i departementet El Petén, og var aktivt ca. 250-900, men kan have været beboet senere. Genopdaget 1848 af Modesto Mendez og Ambrosio Tut. Optaget på Unescos liste over verdenskulturarv.
Denne storby i junglen blev formentlig forladt på grund af en kombination af forgiftninger fra kviksølv og giftige alger.